# Paleo-oceanografía
La paleo-oceanografía es la ciencia que estudia la historia de los océanos en el pasado geológico con énfasis en la circulación, química, biología, geología y patrones de sedimentación.